# Monte Consolino
A Monte Consolino a Serre Calabresi egyik csúcsa. Olaszország déli részén Calabria régióban, Stilo község területén fekszik. A csúcson II. Roger normann erődítményének romjai állnak. A legendák szerint 982-ben, amikor a szaracénok megtámadták Calabriát, a helybéli lakosság a hegy csúcsán levő erődítménybe húzódott vissza. A vár parancsnoka anyatejből készült sajttal ajándékozta meg az ostromló szaracénokat, akik ettől súlyos hasmenést kaptak. Orvosuk zsályát ajánlott gyógyszerként, de ezzel csak fokozta szenvedésüket és így kénytelenek voltak visszavonulni.

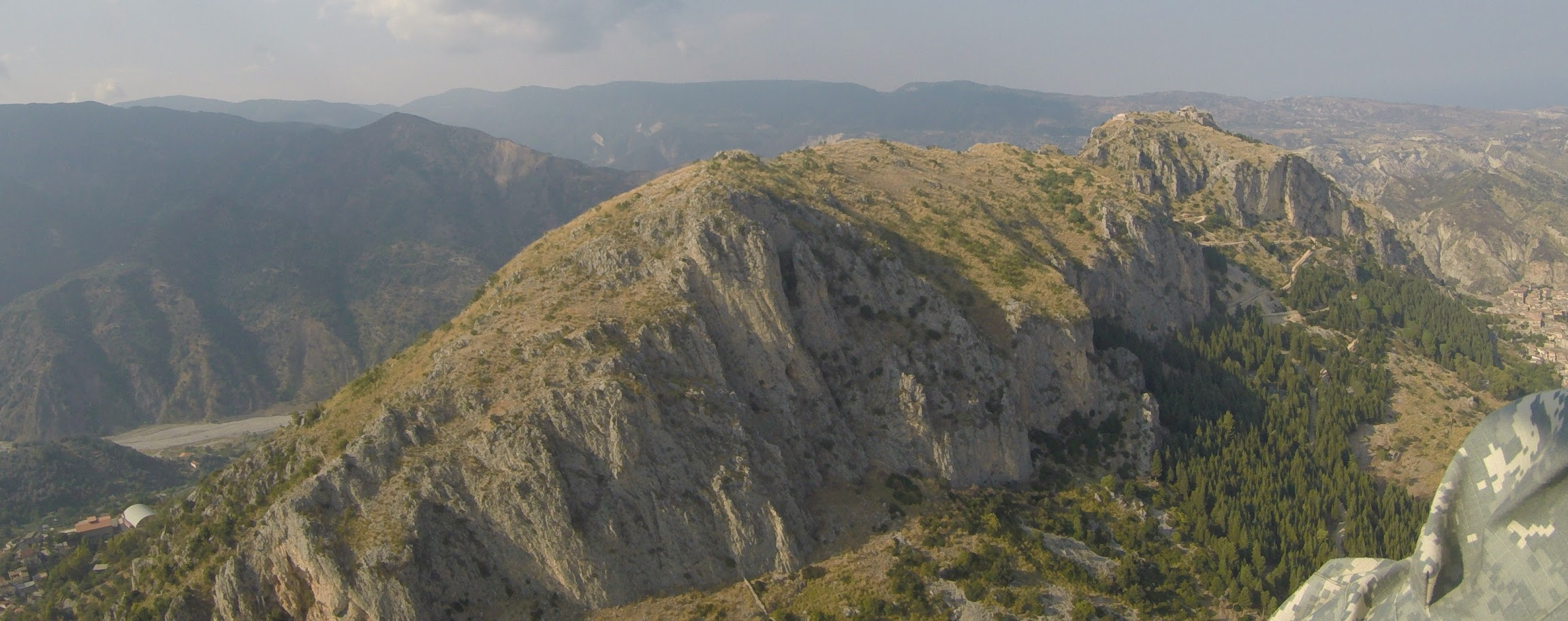
Monte Consolino